# Prosopocera bouteti
Prosopocera bouteti là một loài bọ cánh cứng trong họ Cerambycidae.